# Карстоведение
Карстоведение — область геоморфологии, наука о карсте, то есть о процессах и формах рельефа, развивающихся в растворимых в воде горных породах.
Карстоведение подразделяется на общее, региональное, инженерное, экспериментальное. Изучением подземных карстовых форм занимается спелеология.

## Объекты, изучаемые карстоведением
- Карстосфера
- Карстовые массивы
- Карстовые формы рельефа
- Результаты деятельности карстовых процессов

## Карстоведческие организации в России
- Комиссия спелеологии и карстоведения
- Пермский государственный университет
- Кунгурская лаборатория-стационар
- Общественная организация «Институт карстоведения и спелеологии» Русского географического общества.